# Yangchao (sockenhuvudort i Kina, Hunan Sheng, lat 28,66, long 109,70)
Yangchao (kinesiska: 阳朝, 阳朝乡) är en sockenhuvudort i Kina. Den ligger i provinsen Hunan, i den södra delen av landet, omkring 320 kilometer väster om provinshuvudstaden Changsha. Antalet invånare är 16 637. Befolkningen består av 7 817 kvinnor och 8 820 män. Barn under 15 år utgör 17,0 %, vuxna 15-64 år 71 %, och äldre över 65 år 11,0 %.
Runt Yangchao är det ganska tätbefolkat, med 139 invånare per kvadratkilometer. Närmaste större samhälle är Qianling, 7,3 km nordväst om Yangchao. I omgivningarna runt Yangchao växer huvudsakligen savannskog.
Genomsnittlig årsnederbörd är 1 790 millimeter. Den regnigaste månaden är maj, med i genomsnitt 312 mm nederbörd, och den torraste är december, med 28 mm nederbörd.